# جورج أدلبرت أرندس
جورج أدلبرت أرندس (بالألمانية: Georg Arends) (و. 1863 – 1952 م) هو عالم نبات من ألمانيا . ولد في إسن .
توفي في فوبرتال ، عن عمر يناهز 89 عاماً.